# Epitheliale steuncel

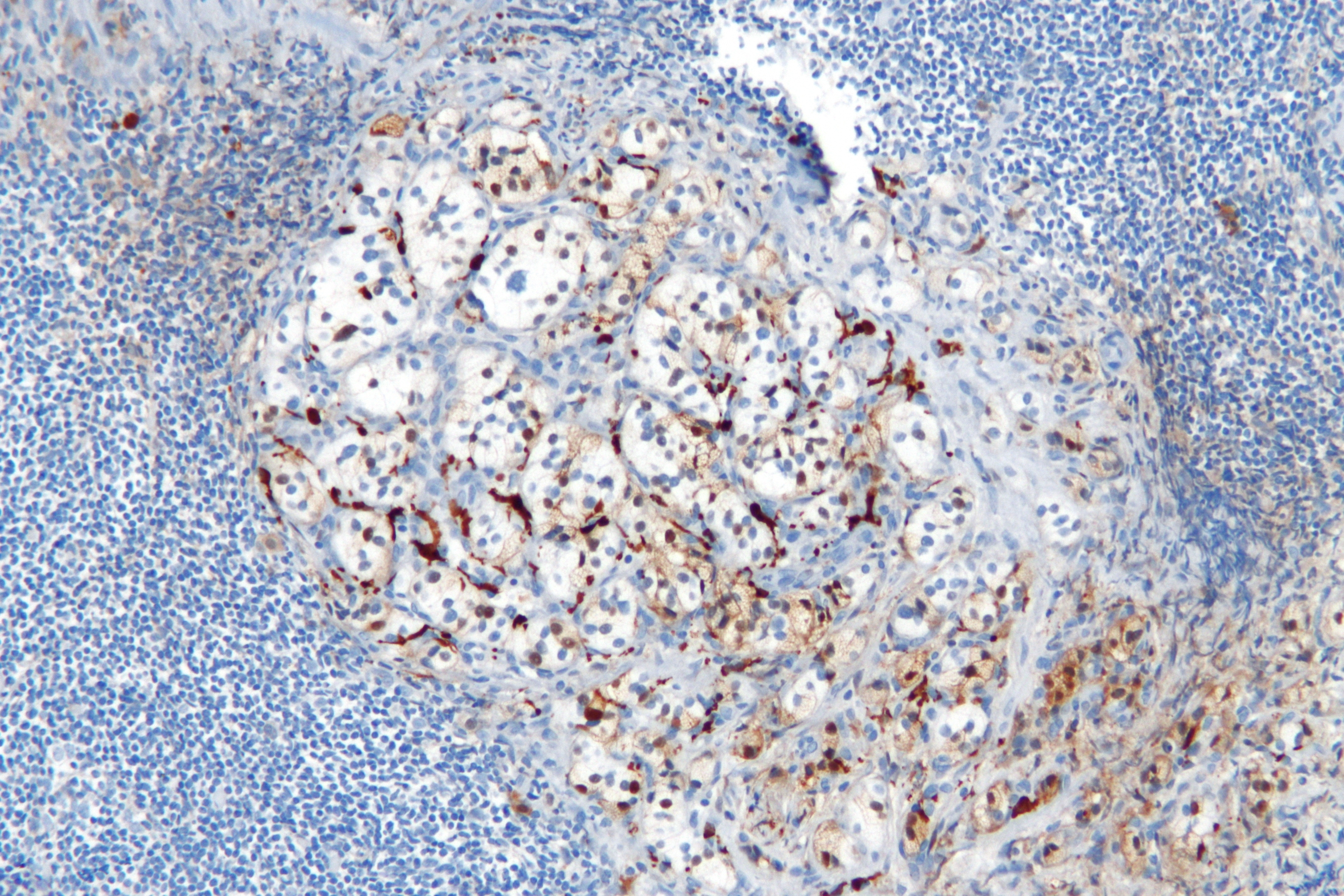
Microscoopfoto die de steuncellen in een paraganglioom benadrukt. S100-immunokleuring.

Een epitheliale steuncel is een type cel in het menselijk lichaam dat voornamelijk structurele ondersteuning biedt.
Steuncellen komen voor in verschillende weefseltypes:
- Steuncellen van het reukepitheel zijn betrokken bij de fagocytose van dode neuronen, geurtransformatie en xenobiotisch metabolisme.
- De sertolicel in de teelbal is ook een type steuncel. Deze bevindt zich in de wanden van de tubuli seminiferi en levert voedingsstoffen aan het sperma. Ze zijn verantwoordelijk voor de differentiatie van spermatiden, het onderhoud van de bloed-testisbarrière en de afscheiding van inhibine, androgeenbindend eiwit en antimüllerseganghormoon (AMH).
- Het orgaan van Corti in het binnenoor en de smaakpapillen bevatten ook steuncellen.
- Een ander type steuncel komt voor in de glomuscellen van het carotislichaampje.